# Église Saint-Romain de Miribel
Pour les articles homonymes, voir Église Saint-Romain.
L'église Saint-Romain de Miribel est une église du XIXe siècle située à Miribel, dans l’Ain. Elle fut construite à l'emplacement de l'ancienne chapelle Saint-Romain pour suppléer l'église Saint-Martin jugée trop petite. 
Elle constitue l'unique lieu de culte catholique de Miribel-Centre, (l'église Saint-Martin ayant été fermée au culte en 1919), et est l'une des six églises utilisées par la paroisse. Elle dépend du groupement paroissial de Miribel, (l'un des trois groupements du doyenné de la côtière, dans l'archidiaconé Saint-Jean-Marie-Vianney), au sein du diocèse de Belley-Ars dans l'archidiocèse de Lyon.
Elle est dédiée à saint Romain.

## Historique

### L'ancienne chapelle Saint-Romain
Sur l'emplacement de l'église se trouvait la chapelle Saint-Romain, dont l'ancienneté est indéterminée ; à proximité, de celle-ci, se trouve le calvaire-fontaine de Miribel dont l'érection était à l'origine, un hommage à Claude Joseph Martin, curé de la chapelle, guillotiné à Lyon, le 16 pluviose de l'an II,. Cette chapelle dépendait du monastère de l'île Barbe et était de dimensions assez modestes : une (seule) nef de 16 mètres sur 9 mètres de large et incluait un chœur de 6 mètres sur 6 mètres.

### Construction de l'église
Le 26 avril 1838, Monseigneur Devie, évêque de Belley, évoque, pour répondre à l'augmentation de la population locale, la possibilité d'un nouvel édifice religieux, qui ne pourrait être suppléé par un éventuel agrandissement de l'église Saint-Martin, à cause de son emplacement excentré par rapport au centre de la ville.
Quelques années après, en 1845, est donc décidé l'agrandissement de la chapelle Saint-Romain, sur la base de l'ajout d'un nouveau chœur muni de deux nouvelles chapelles. En octobre, l'architecte Louis Dupasquier est choisi, pour conduire cette réalisation.
Les travaux ont duré presque vingt ans. En effet, l'église est consacrée, par l'évêque de Belley, monseigneur Richard, le 17 mai 1874.

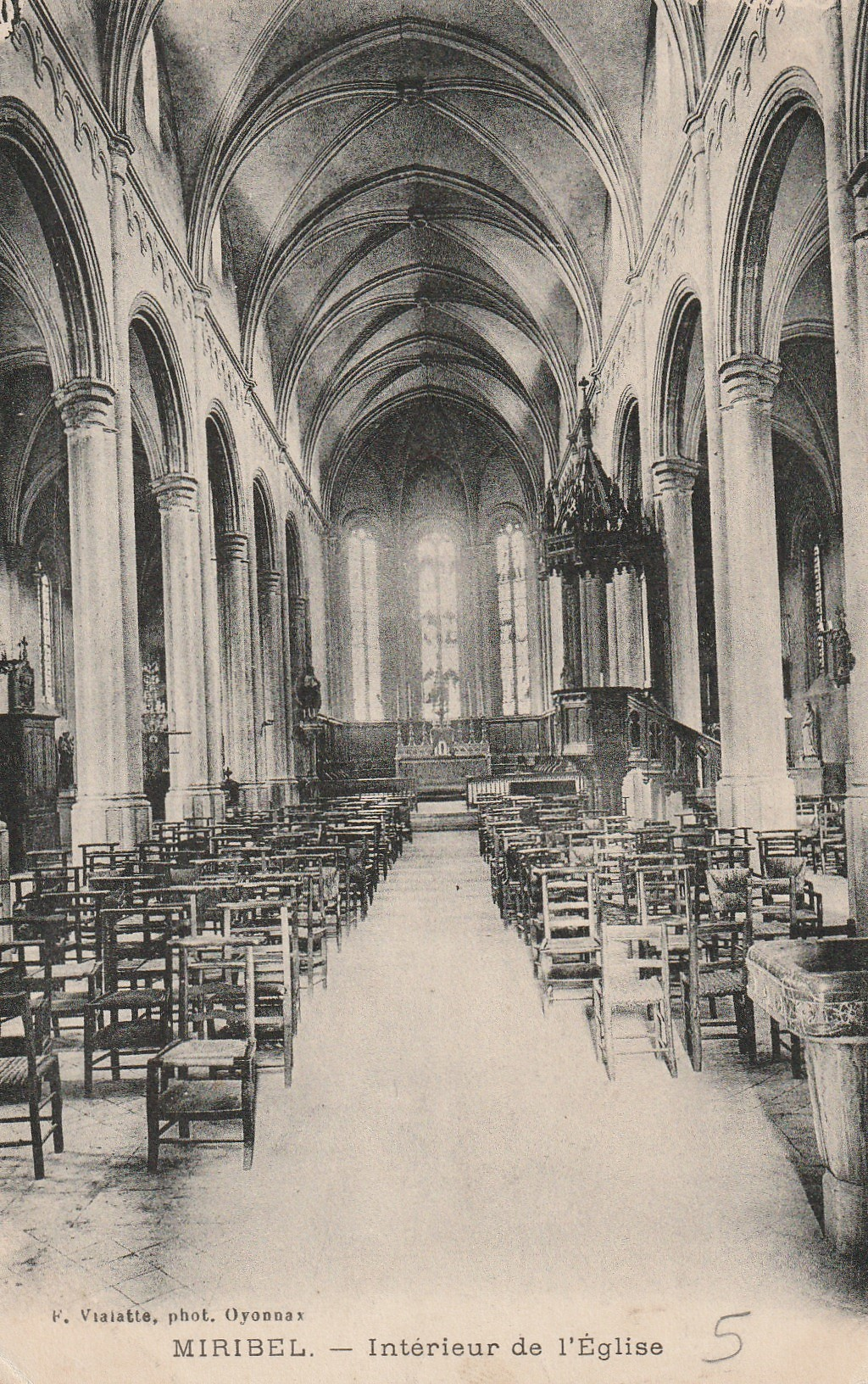
Vue intérieure de l'église Saint-Romain de Miribel vers 1912. Nous y distinguons clairement l'ancien maitre-autel et la chaire aujourd'hui disparus à la suite du réaménagement de l'espace liturgique consécutif au second concile œcuménique du Vatican, ainsi que le baptistère qui a depuis été déplacé.

## Description

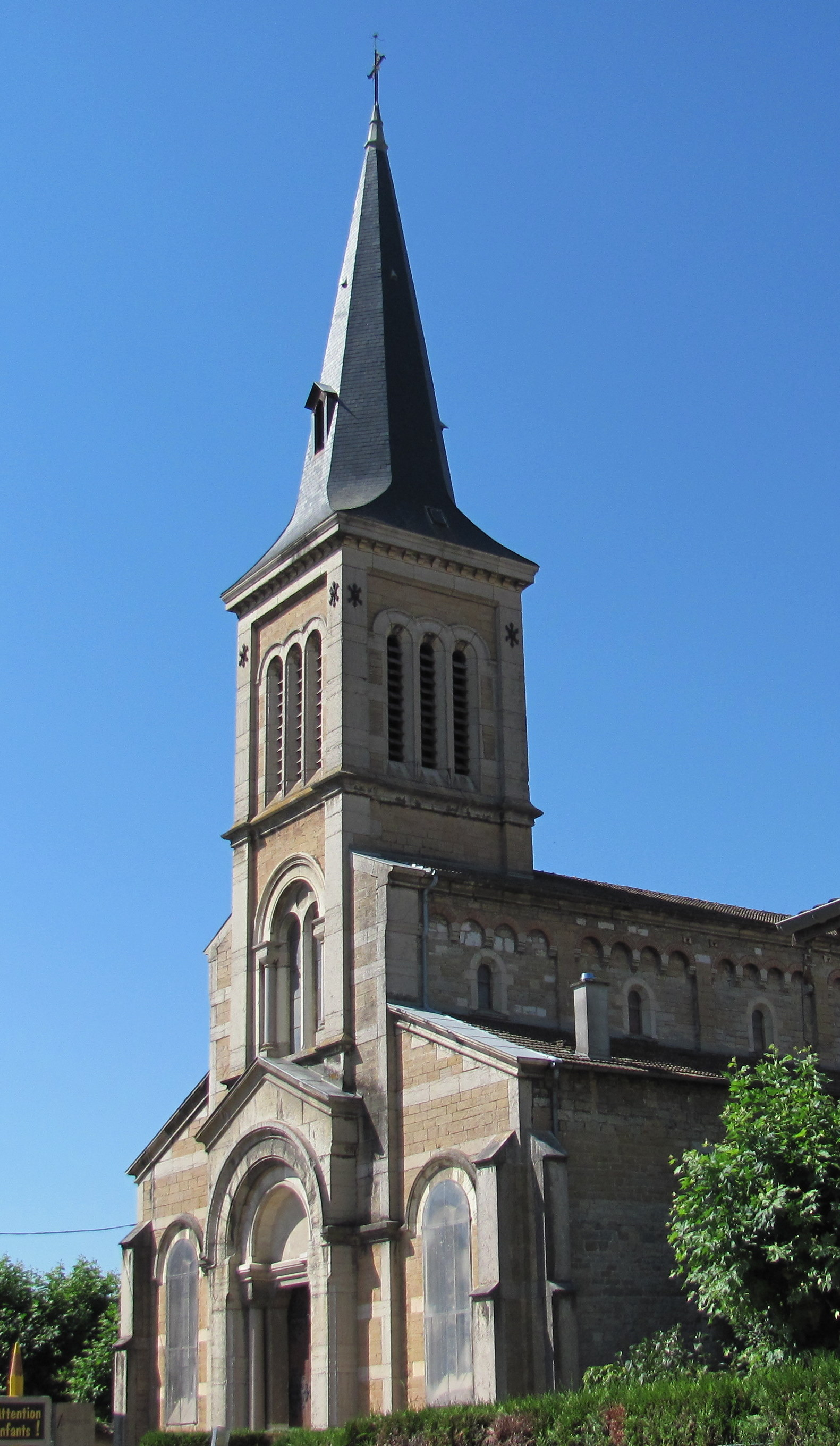
Vue de la façade Est et du clocher.

De nombreux éléments (extérieurs et intérieurs) sont construits en pierres dorées, notamment les arcades, les piliers, les colonnes, et les contreforts extérieurs. Les embrasures de vitraux sont en revanche en pierre de Villebois (tout comme certains piliers intérieurs).

### Extérieur
La façade Est inclut le porche d'entrée, lui-même constitué d'un arc en plein cintre et d'un tympan reposant sur deux colonnes. Elle est surmontée de son clocher quadrangulaire à toiture de section hexagonal en ardoise. Celle-ci a été refaite à neuf en 1992.  
La façade a quant à elle été nettoyée au printemps 2022.

### Intérieur
Autour de la nef centrale (de hauteur à la clef de voûte de 13,50 mètres), se trouvent les deux bas-côtés. Ces trois parties sont séparées par deux groupes de six piliers chacun, respectivement implantés de part et d'autre de la nef centrale.
En termes de mobilier, certaines pièces sont à signaler : en particulier, un retable en marbre (représentant la Cène) et un tableau du XVIIIe siècle (restauré en 1982) représentant « Le Christ remettant son portrait aux ambassadeurs du roi Abgar d'Edesse ».

## Galerie d'images

### Vitraux
L'église comporte un ensemble complet de vitraux néogothiques du XIXe siècle. Certains vitraux sont constitués d'ornements néogothiques et d'autres représentent des saints, que voici :

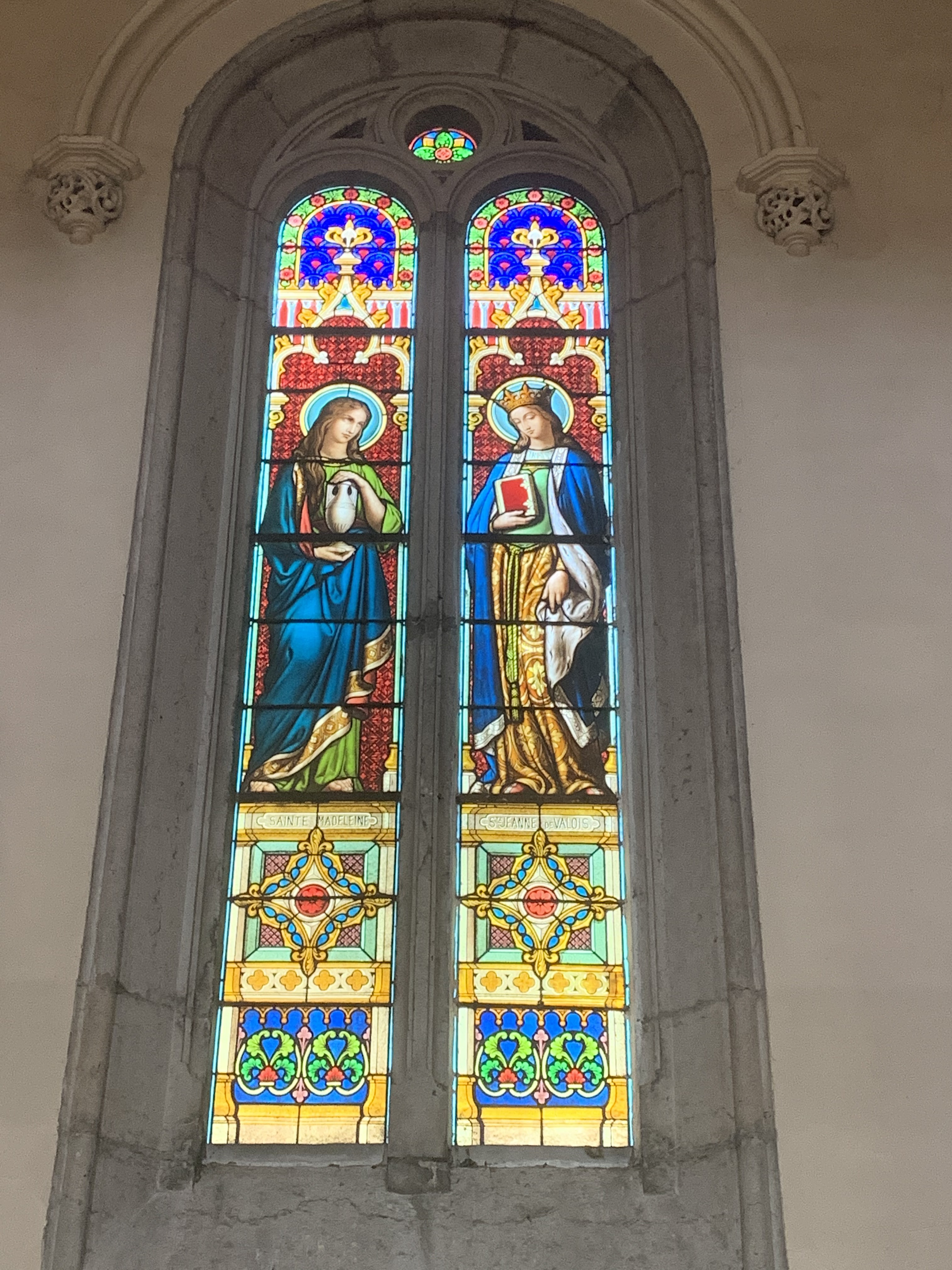
Vitrail sainte Madeleine et sainte Jeanne de Valois.
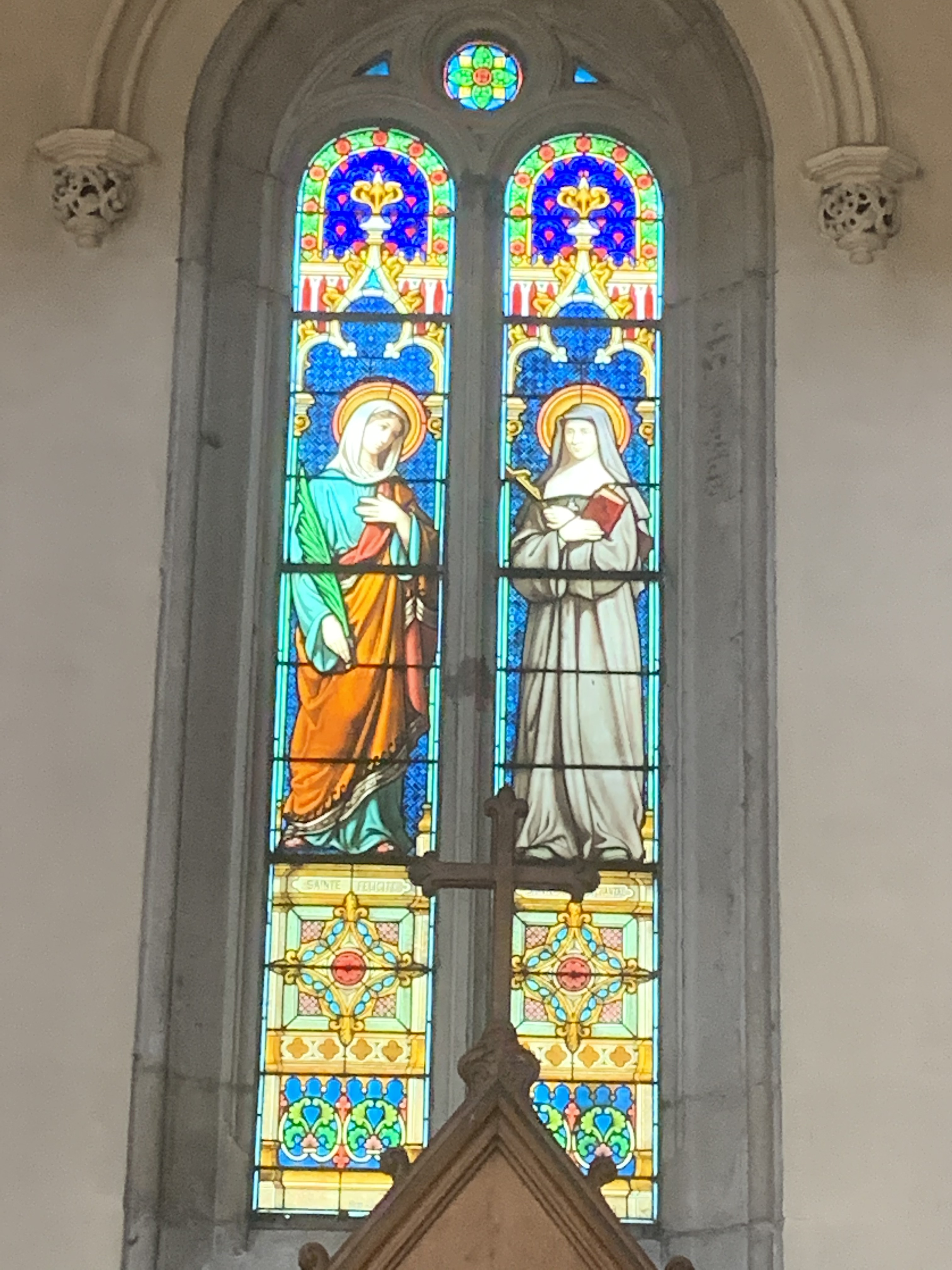
Vitrail sainte Félicité et sainte Jeanne de Chantal.
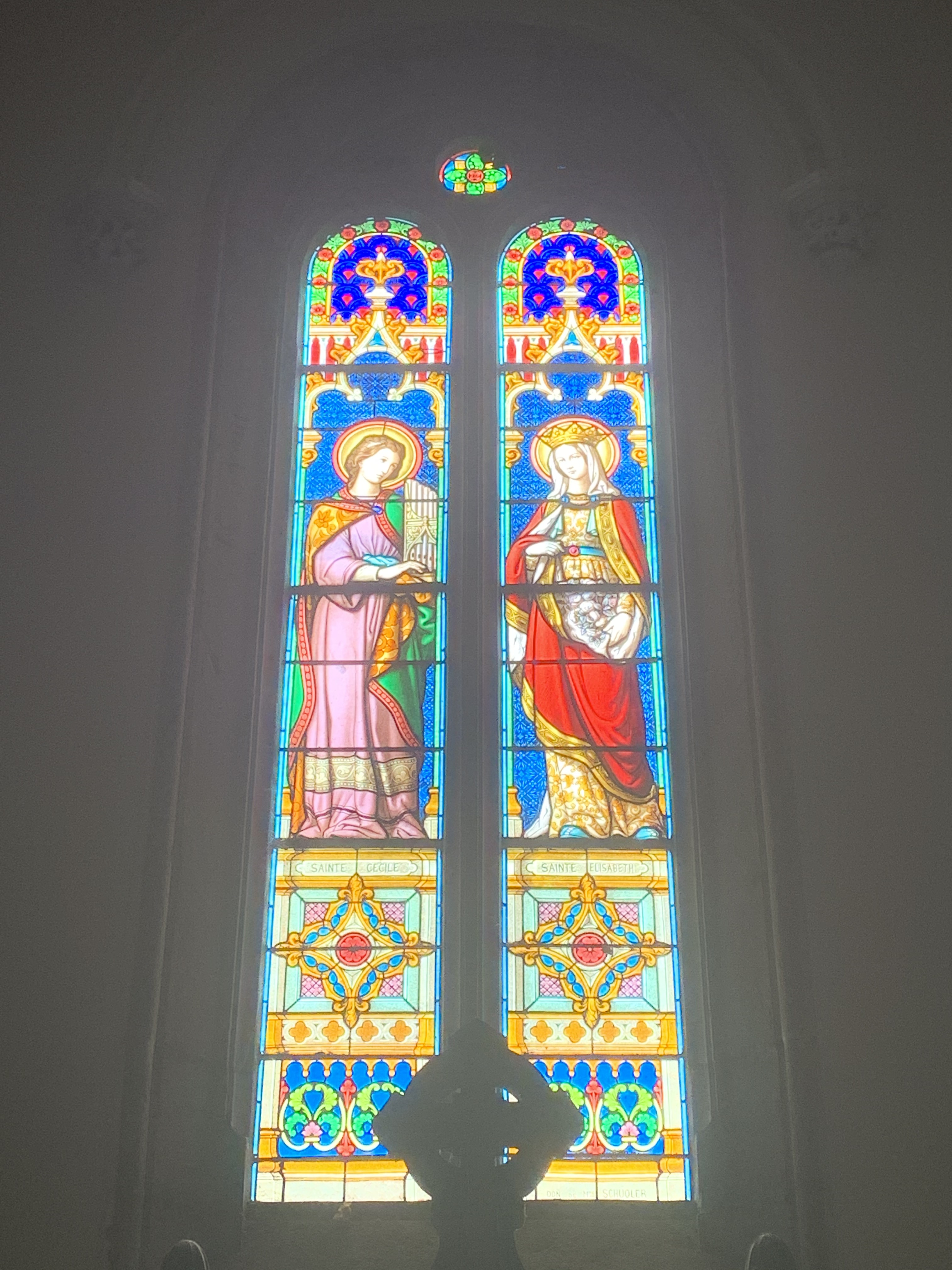
Vitrail sainte Cécile et sainte Élisabeth.
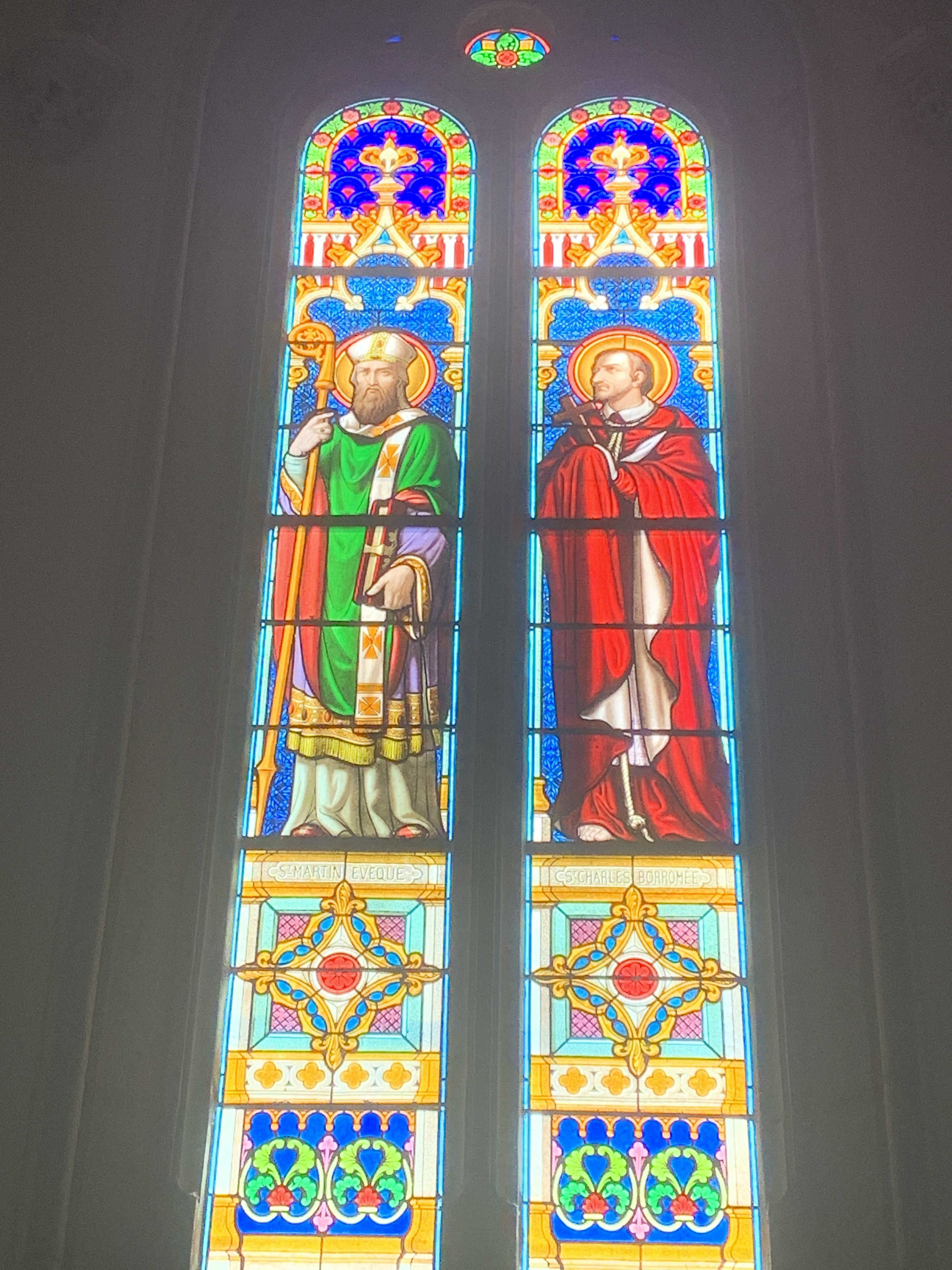
Vitrail saint Martin évêque et saint Charles Borromée.

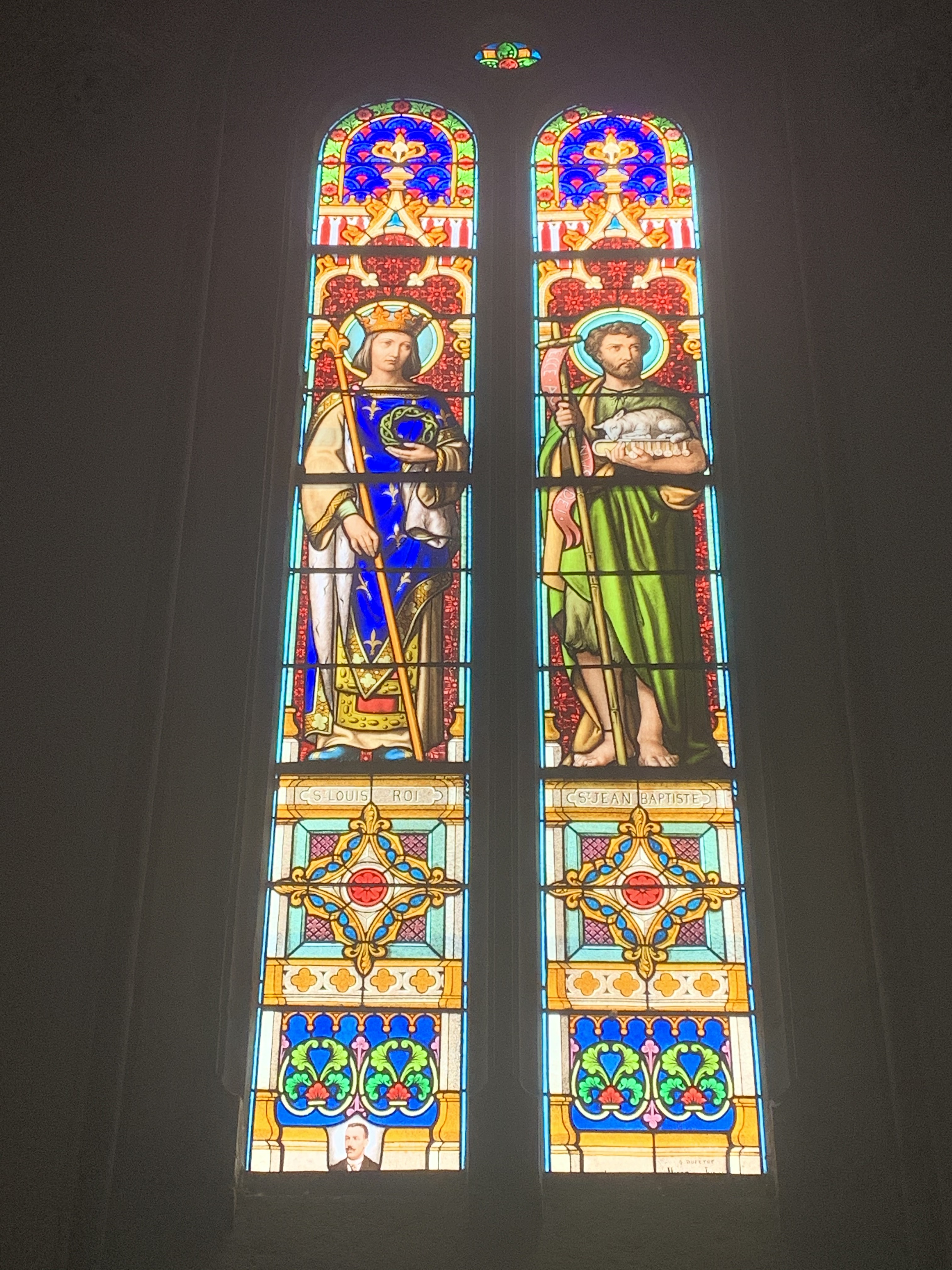
Vitrail saint Louis Roi et saint Jean-Baptiste.
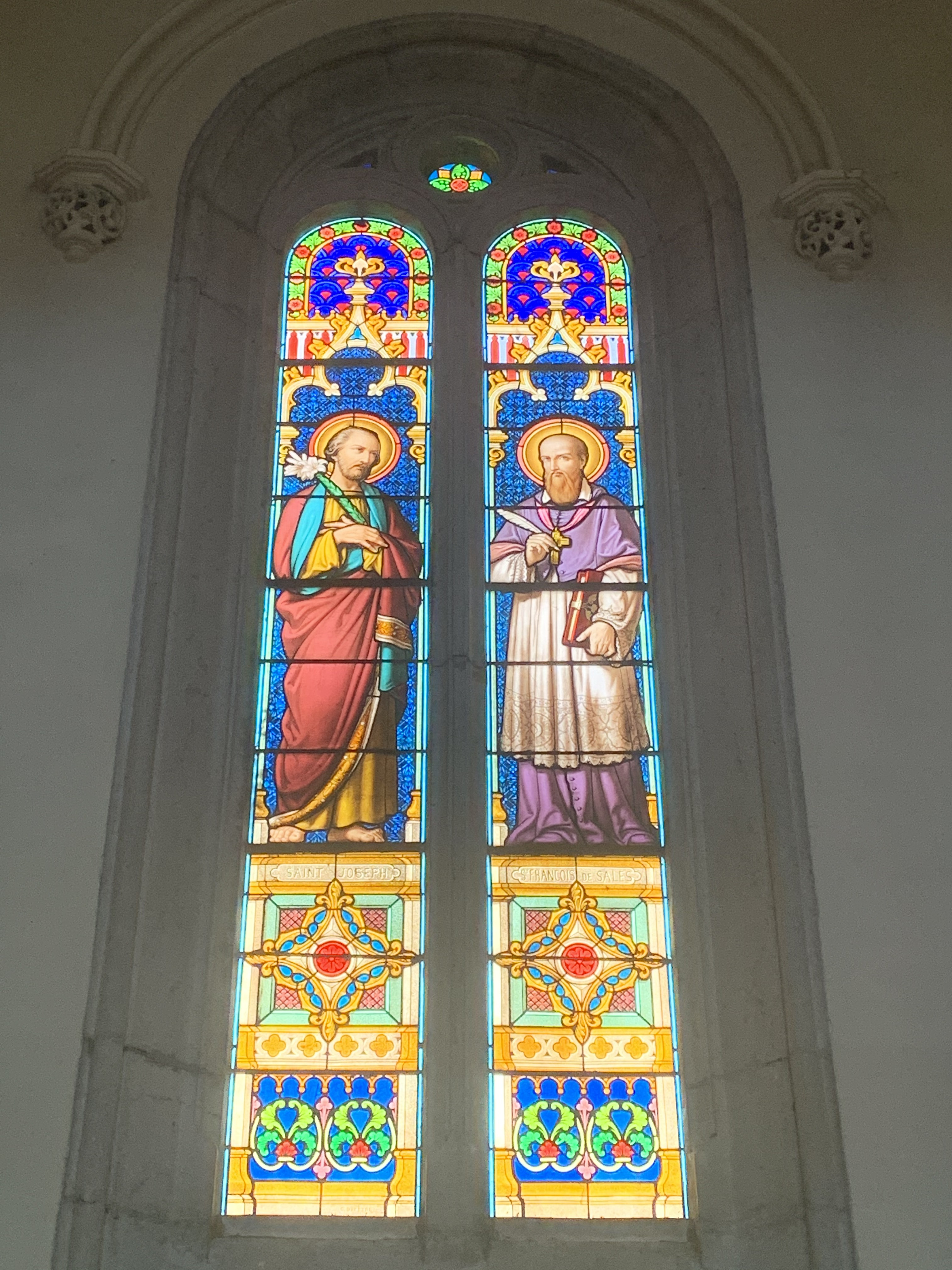
Vitrail saint Joseph et saint François de Sales.
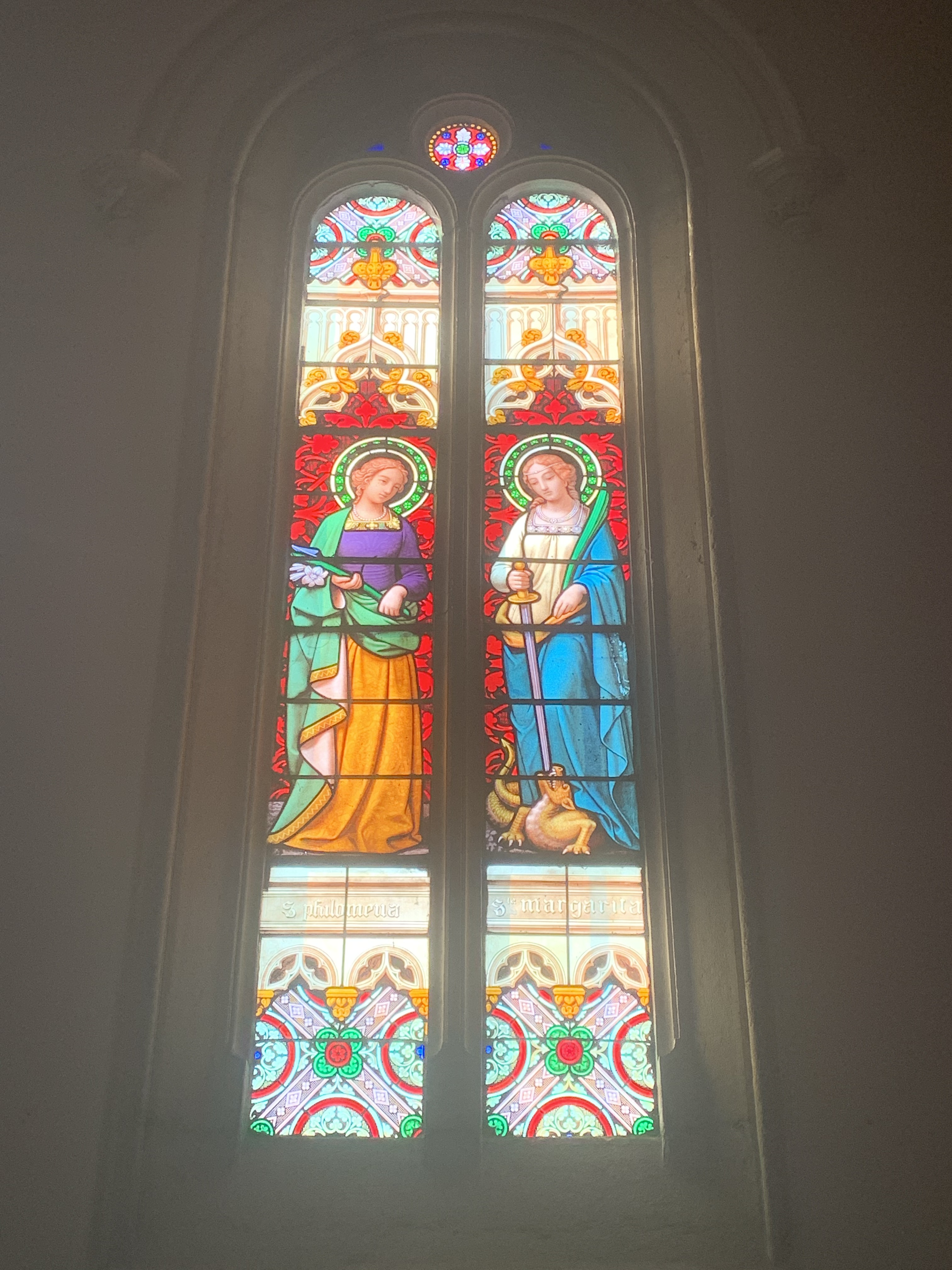
Vitrail sainte Philomène et Sainte Marguerite (chapelle de la cène - du baptistère).
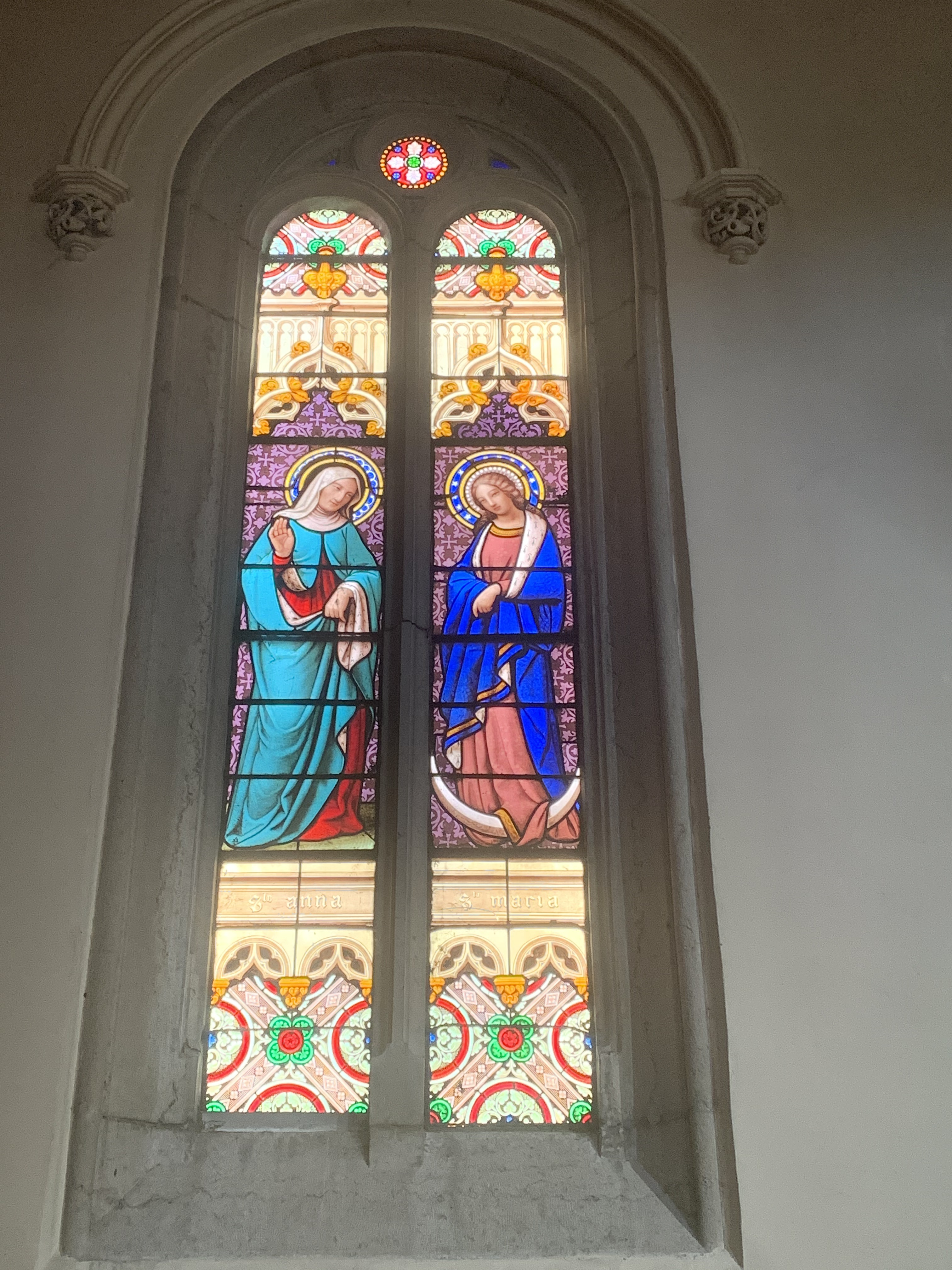
Vitrail sainte Anne et sainte Marie (chapelle de la Vierge).

Par ailleurs, les vitraux du chœur représentent trois des quatre séries de mystères, les mystères joyeux, les mystères douloureux et les mystères glorieux, (les mystères lumineux n'ayant été ajoutés qu'en 2002 par le pape Saint Jean-Paul II).

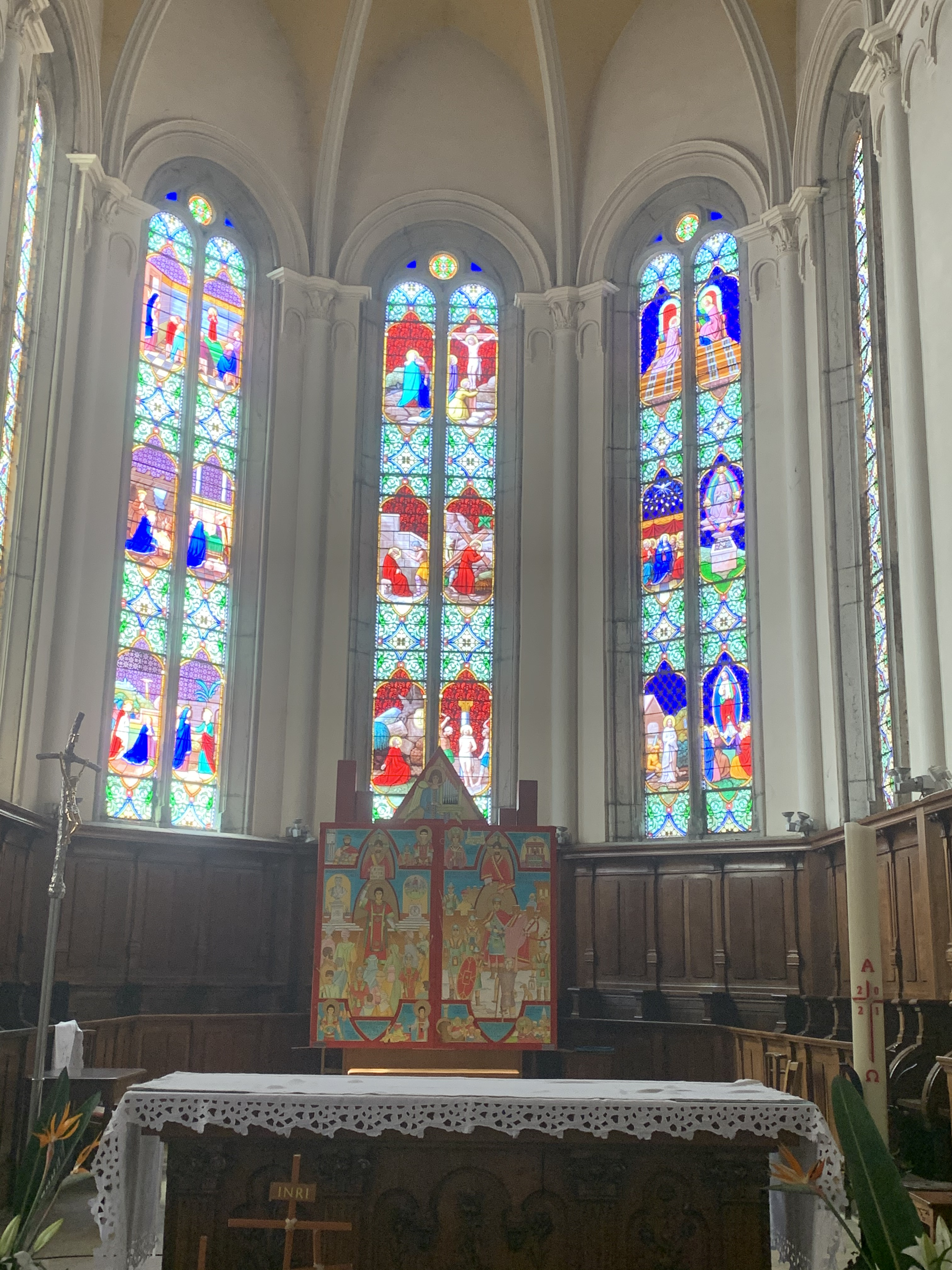
Vitraux du chœur.

### Vues diverses et mobilier

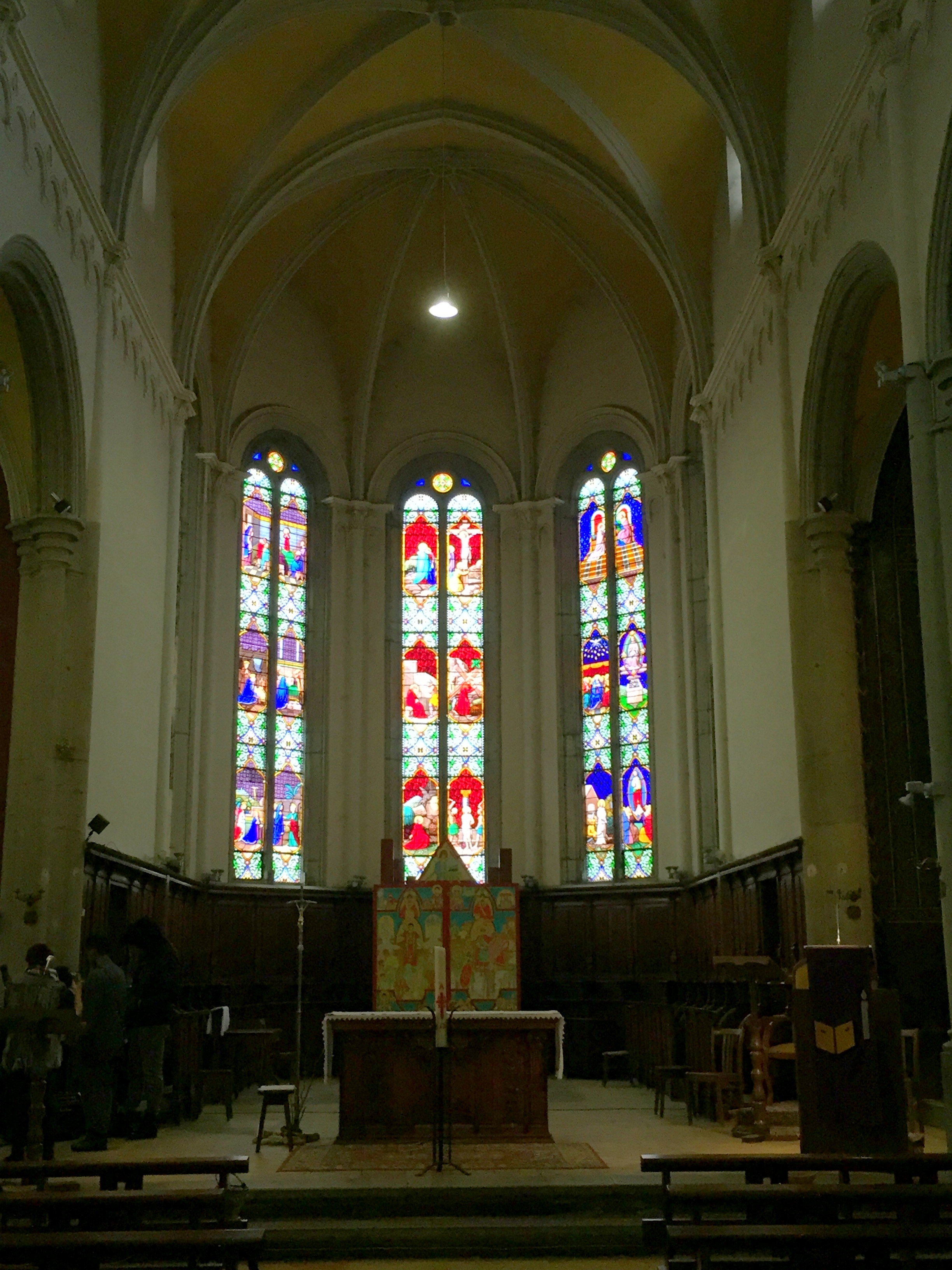
Vue intérieure de l'église.
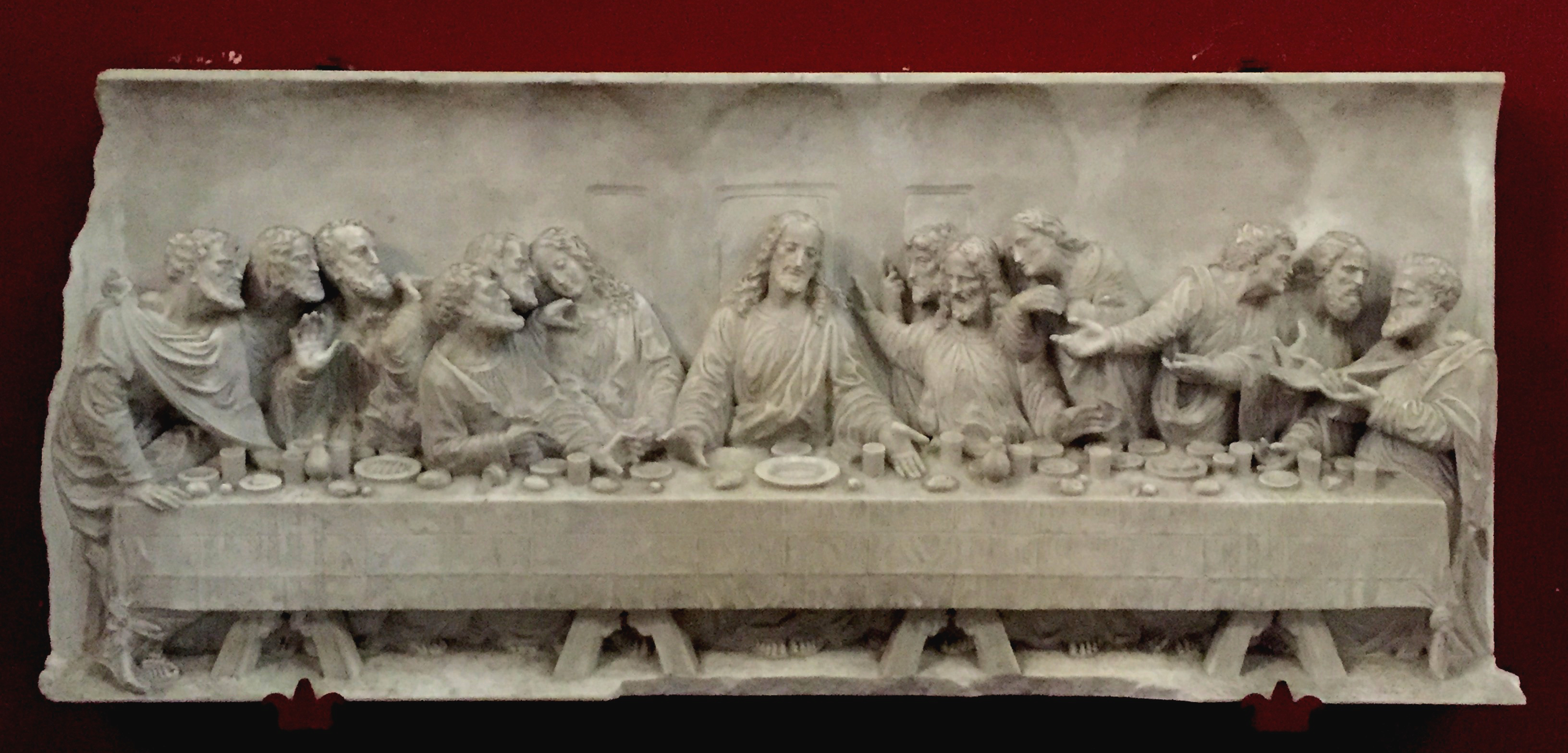
Bas-relief représentant la Cène (Palissy, PM01002108).
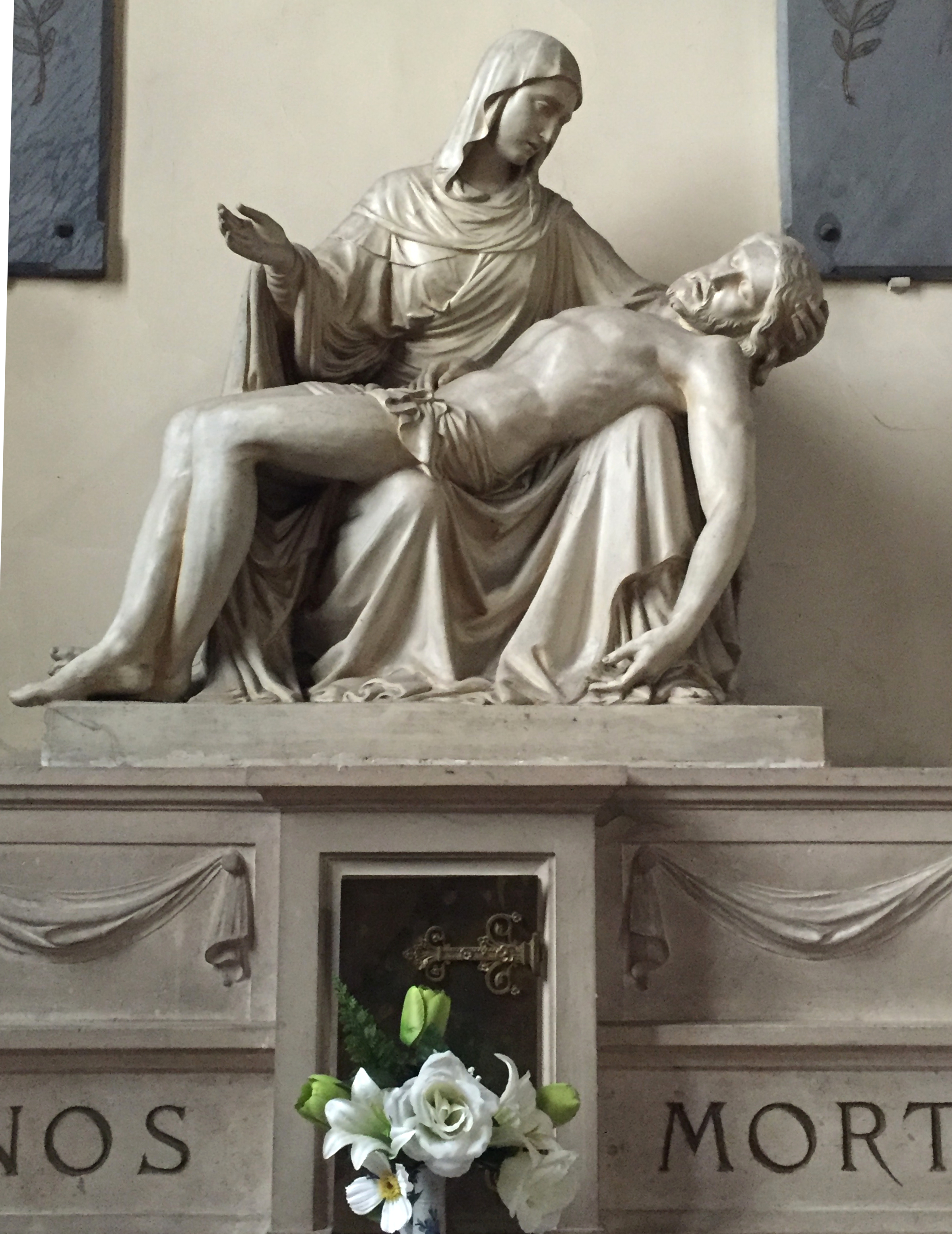
Statue de pietà (chapelle des morts).
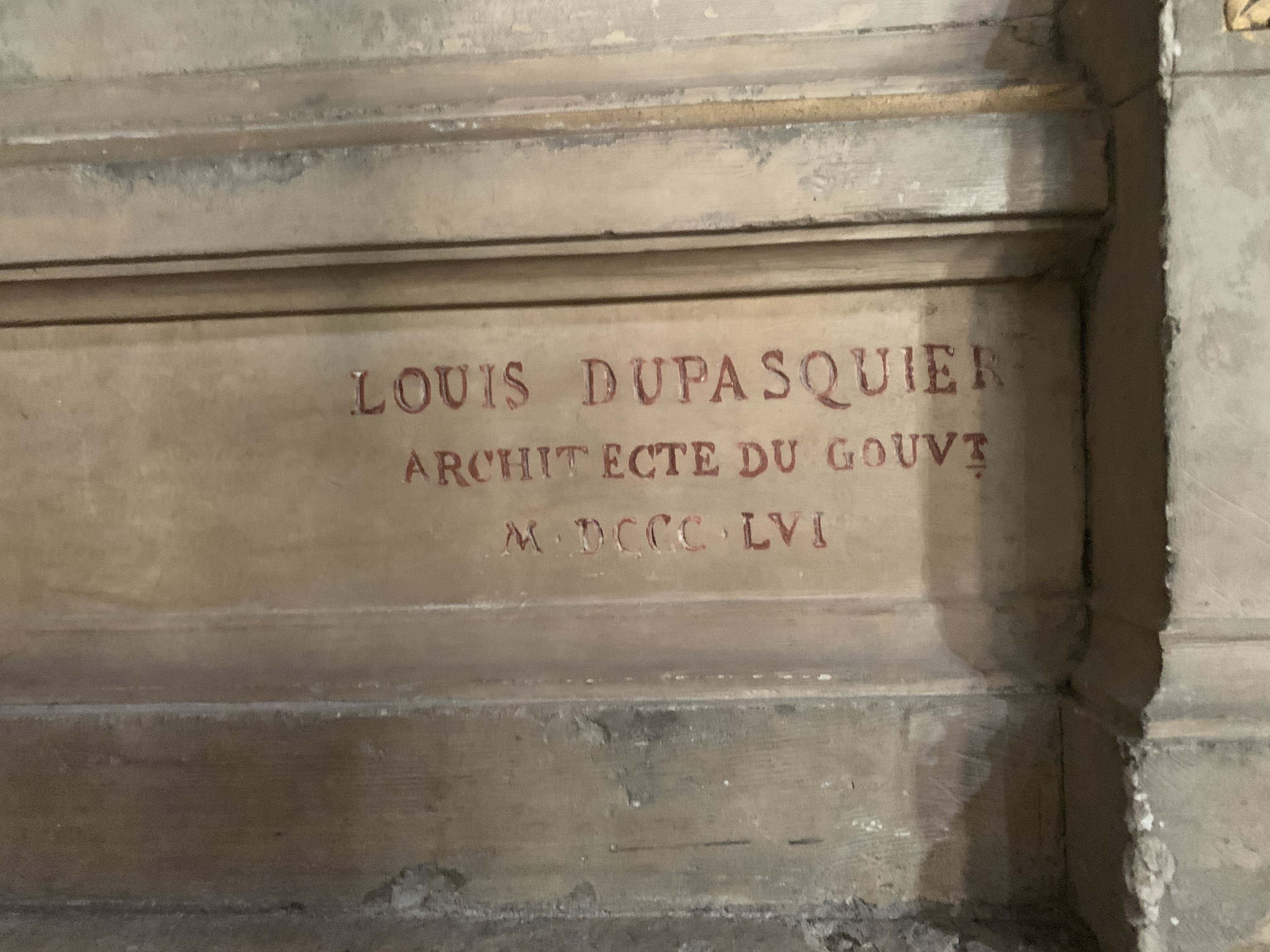
Signature de l'architecte sur le maître-autel.
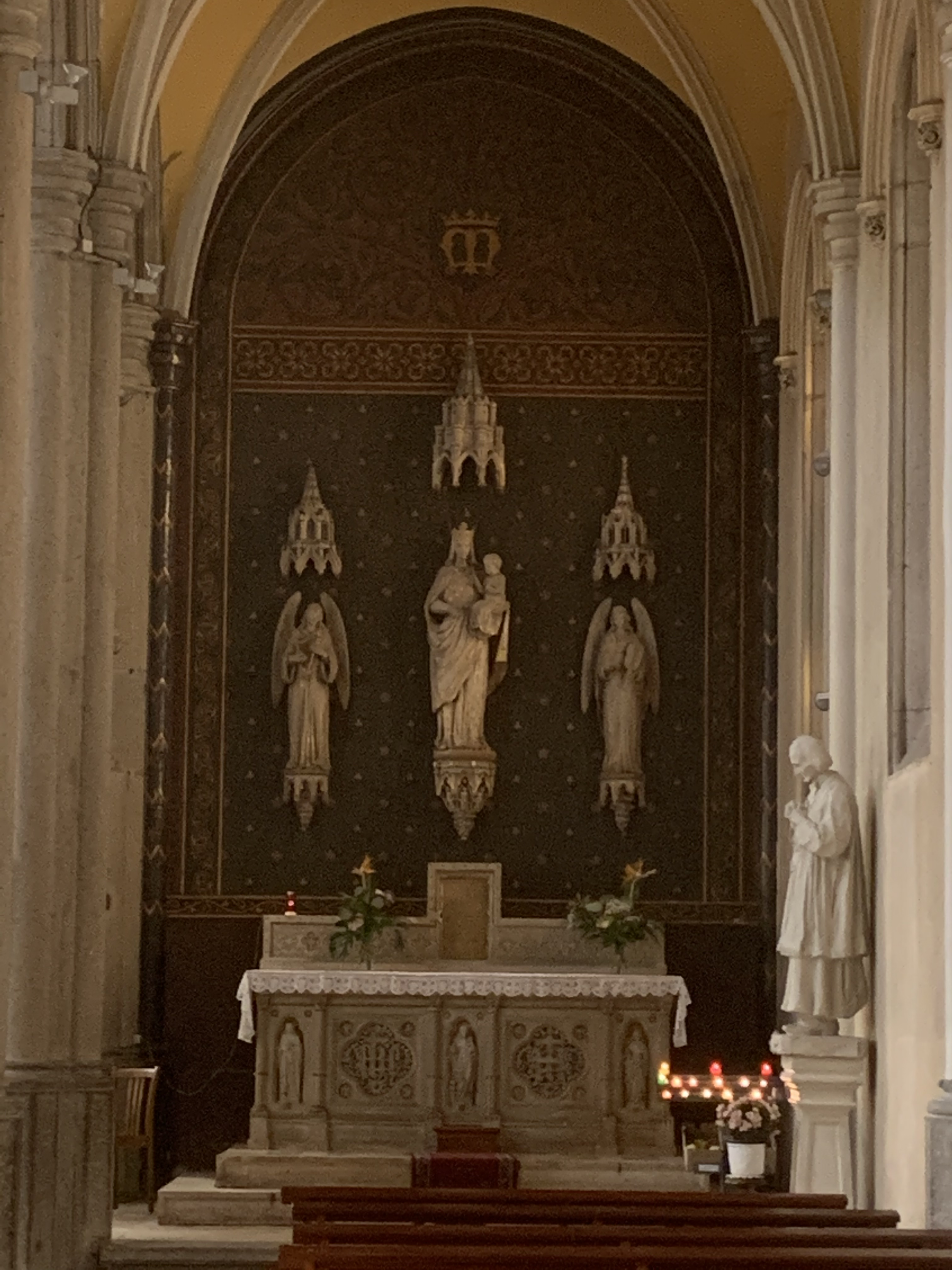
Autel de la Vierge ou maître-autel.
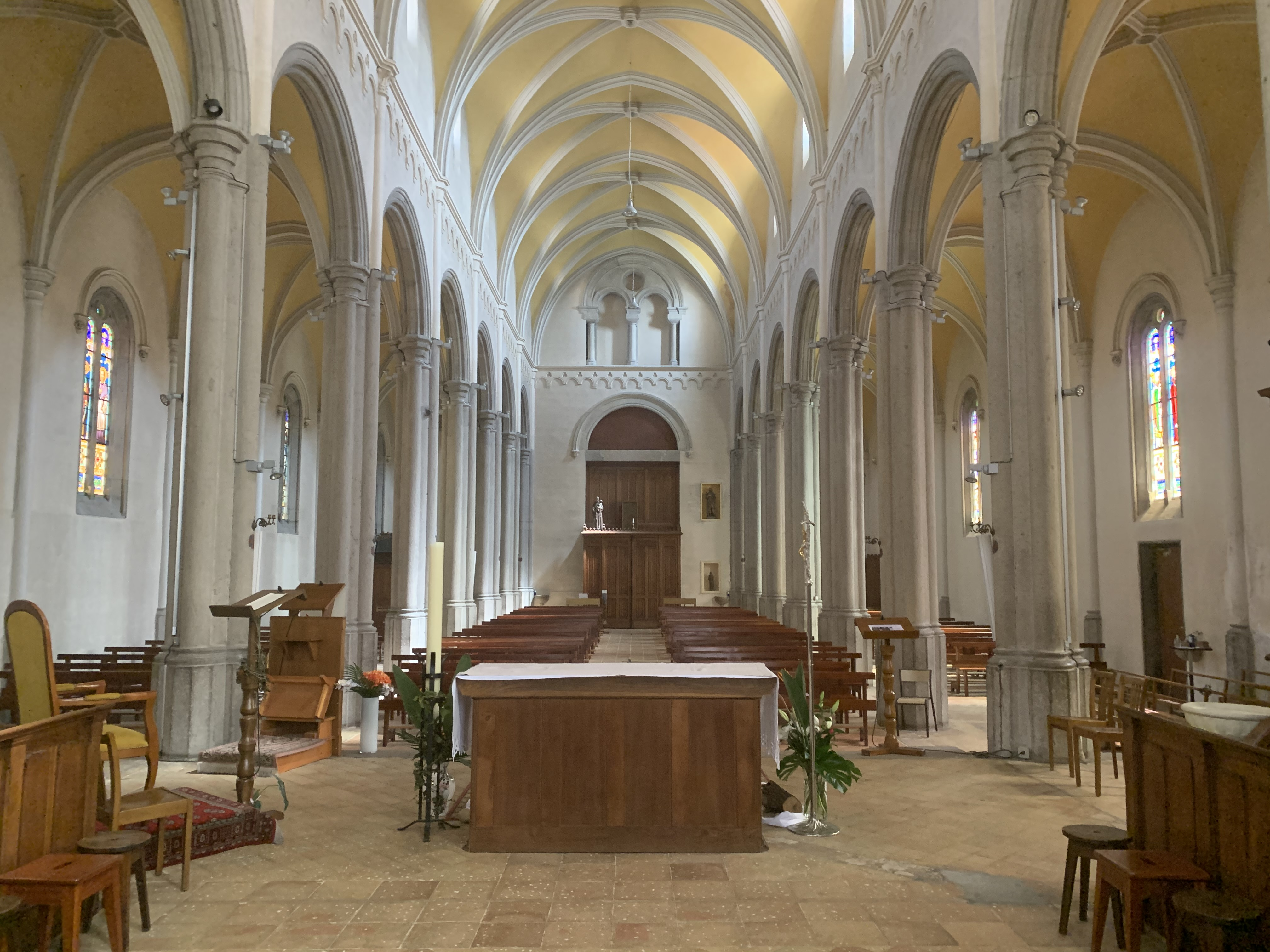
Vue arrière de l'église.
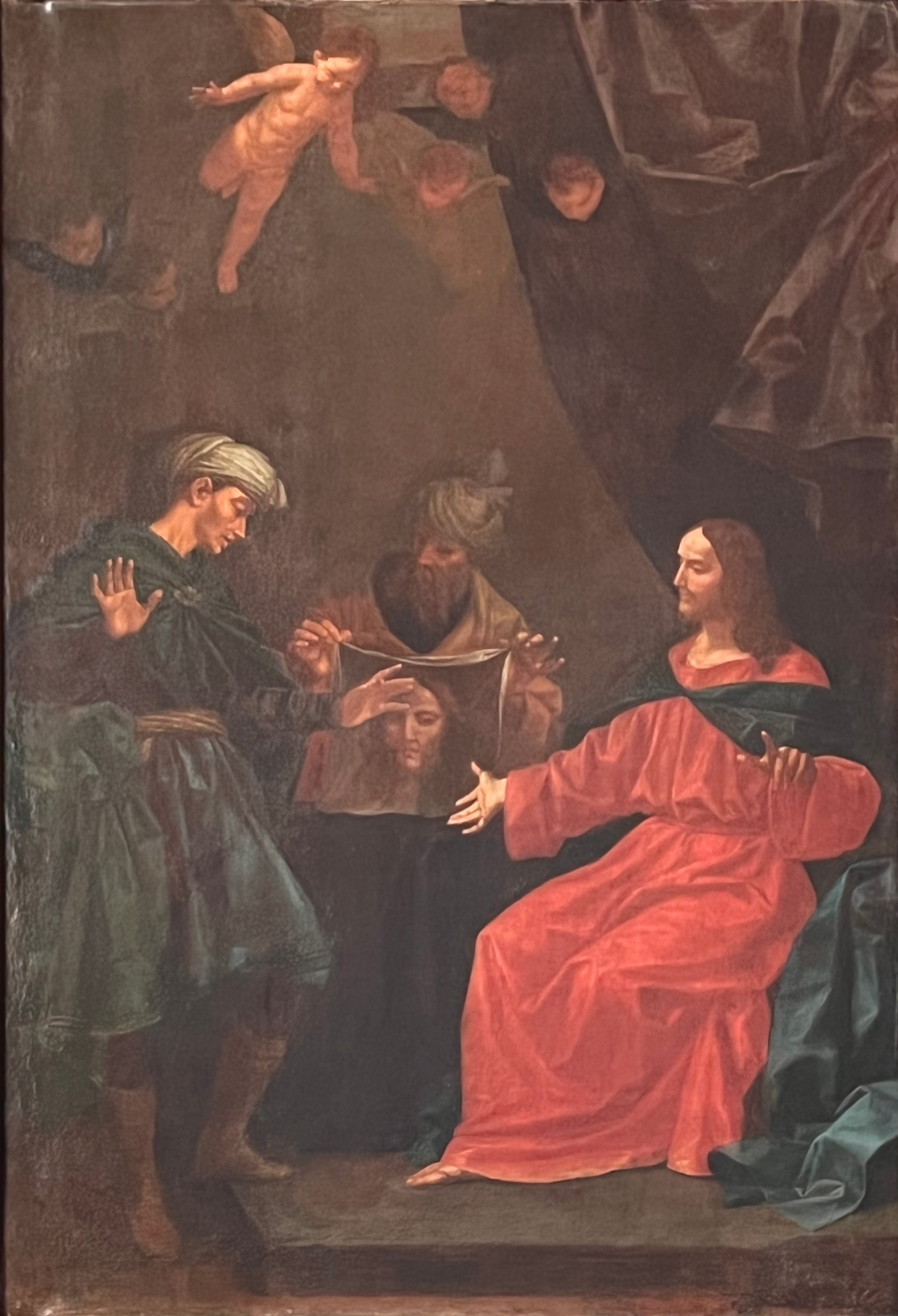
Le mandylion d'Edesse (PM01002102).